# Арабелла (теплоход)
«Арабе́лла» (до 2002 г. — «Л. Доватор») — трёхпалубный модернизированный круизный речной теплоход проекта 588 «Родина», эксплуатировался в бассейне реки Волга. Списан 08.2014. Утилизирован 2018.
Построен в 1955 году на верфи VEB Mathias-Thesen-Werft Wismar в Висмаре ГДР. С момента постройки и до 2001 года принадлежал Волжскому объединённому речному пароходству. Позднее судно принадлежало ЗАО «Адмирал», порт приписки — Казань.
Теплоход получил имя Арабелла по названию парусного фрегата 1680-х годов вымышленного персонажа капитана Блада (Арабелла — женское имя). Предыдущее название было дано в честь советского военачальника кавалерийского корпуса Льва Доватора.
10 июля 2011 года экипаж теплохода во главе с капитаном Р. Е. Лизалиным пришёл на помощь терпящему бедствие на Куйбышевском водохранилище теплоходу «Булгария» и спас практически всех из его выживших пассажиров. Причём теплоход Арабелла, именовавшийся тогда «Л. Доватор»), уже участвовал в спасении теплохода «К. Э. Циолковский» в Санкт-Петербурге, когда капитан Лизалин был ещё 20-летним мотористом и получил в ходе спасательной операции очень сильные ожоги.
В 2012 году судно Арабелла было приобретено ОАО «Зеленодольский завод им. А.М Горького» и ему предстояла реконструкция и модернизация. Предполагалось сделать на борту 20 кают в том числе и VIP-класса.

## Общие характеристики
Дизель-электроход «Арабелла» имел 75 кают, расположенных на трех жилых палубах. Теплоход прошел полную реконструкцию в межнавигационный период 2002—2003 гг., и вместе с тем внутри были сохранены или повторены интерьеры 60-х годов XX столетия.
Для обслуживания туристов на теплоходе имелись два ресторана, салон отдыха, конференц-зал, бар, сувенирный магазин, медицинский кабинет, солярий с душем.
На шлюпочной палубе были расположены:
верхний ресторан на 70 человек;
конференц-зал на 200 человек и бар;
дискотека;
солярий с шезлонгами;
каюты класса Люкс.
На средней палубе находились:
салон-трансформер, использующийся как детский клуб и караоке-клуб;
салон для отдыха с панорамным обзором;
каюты 1 класса.
На главной палубе:
нижний ресторан на 80 человек;
каюты 2-3 класса.
На нижней палубе:
каюты 4 класса.

## Награды
В 2011 году экипаж теплохода был награждён за участие в спасении пострадавших в крушении теплохода «Булгария»:

### «За содружество во имя спасения»
17 июля экипаж теплохода «Арабелла» во главе с капитаном Романом Лизалиным, а также сотрудники МЧС России, принимавшие участие в спасательной операции, были награждены медалями «За содружество во имя спасения» за спасение людей с затонувшего теплохода «Булгария».

### Орден Мужества
Указом Президента Российской Федерации Д. А. Медведева № 1586 от 06.12.2011 года капитан теплохода «Арабелла» Лизалин Роман Евгеньевич за мужество и самоотверженность, проявленные при спасении людей в экстремальных условиях награждён Орденом Мужества.

### «За спасение погибавших»
Указом Президента Российской Федерации Д. А. Медведева № 1586 от 06.12.2011 За мужество и самоотверженность, проявленные при спасении людей в экстремальных условиях медалью «За спасение погибающих» награждены члены экипажа теплохода
«Арабелла» общества с ограниченной ответственностью «Адмирал» Республика Татарстан:
Абрамов Евгений Анатольевич — второй помощник механика
Гаврилов Аллен Владимирович — директор круиза
Горбунов Олег Николаевич — второй помощник капитана
Козынбаев Дмитрий Михайлович — третий помощник механика
Мигушин Вячеслав Алексеевич — третий помощника капитана
Сидоров Александр Владимирович — электромеханик
Сидорова Наталья Владимировна — судовой фельдшер
Фадеев Роман Геннадьевич — старший помощник капитана
Чапыжников Сергей Анатольевич — боцман
Шаврин Альберт Алмазович — рулевой.